# 八郎潟
八郎潟（日语：／ Hachirougata ?）為一位于日本秋田縣西部、靠近男鹿半島的湖泊。面積曾經廣達220km²，排名日本第二大。二戰后為了增加稻米產量，而將該湖大部围垦成為陸地，但并未取得預期效果；反而喪失大片濕地，對環境產生不利影響。排干之地已建成大潟村，現該湖僅存南部少許水域，面積縮減為27.75 km²，湖面為海拔-4公尺，其周圍是「全日本陸地海拔最低」的地點。